# Matancitas
Matancitas är en ort i Mexiko.   Den ligger i kommunen Los Cabos och delstaten Baja California Sur, i den västra delen av landet, 1 200 km väster om huvudstaden Mexico City. Matancitas ligger 145 meter över havet och antalet invånare är 364.
Terrängen runt Matancitas är platt åt sydost, men åt nordväst är den kuperad. Runt Matancitas är det glesbefolkat, med 20 invånare per kvadratkilometer. Närmaste större samhälle är Santiago, 2,4 km nordost om Matancitas. Omgivningarna runt Matancitas är i huvudsak ett öppet busklandskap.